# Pustelnik skromny
Pustelnik skromny (Phaethornis squalidus) – gatunek małego ptaka z rodziny kolibrowatych (Trochilidae). Występuje w południowo-wschodniej Brazylii.
Systematyka
Nie wyróżnia się podgatunków. Dawniej często uznawano go za jeden gatunek z pustelnikiem ciemnogardłym (P. rupurumii), klasyfikowanym obecnie jako osobny gatunek.
Rozmiary
Długość ciała około 10–12,5 cm; masa ciała 2,5–3,5 g.
Status
Międzynarodowa Unia Ochrony Przyrody (IUCN) uznaje pustelnika skromnego za gatunek najmniejszej troski (LC – least concern) nieprzerwanie od 2006 roku. Całkowita liczebność populacji nie została oszacowana; w 1996 roku opisywany był jako „dość pospolity”. Trend liczebności populacji oceniany jest jako spadkowy ze względu na utratę siedlisk leśnych.